# Euphorbia teke
Euphorbia teke là một loài thực vật có hoa trong họ Đại kích. Loài này được Schweinf. ex Pax mô tả khoa học đầu tiên năm 1894.